# Новая Григоровка (Винницкая область)
Новая Григоровка (укр. Нова Григорівка) — посёлок, входит в Могилёв-Подольский район Винницкой области Украины.
Население по переписи 2001 года составляло 131 человек. Почтовый индекс — 24052. Телефонный код — 4332. Занимает площадь 0,661 км².

## Местный совет
24052, Вінницька обл., Могилів-Подільський р-н, с. Бронниця, вул. 50-річчя Жовтня